# François Bourdon
Pour les articles homonymes, voir Bourdon.
François Prudent Bourdon, né le 11 thermidor an V (le 29 juillet 1797) à Seurre (département de la Côte-d'Or), mort le 28 novembre 1865 à Paris dans le 9e arrondissement, est un autodidacte puis ingénieur français, connu pour être l'inventeur du marteau-pilon à vapeur.

## Biographie

### Années de formation
Né dans une famille de commerçants aisés et de négociants en grains, il fait ses études au collège de Mâcon où son père était propriétaire de bateaux de rivière et d'établissements de meunerie. À sa sortie du collège, il l'associa à l'entreprise familiale. Son goût pour les mathématiques va l'orienter vers la recherche en génie mécanique. Cela va le conduire vers une première application en 1819 pour un moulin à farine "monté à l'anglaise", c'est-à-dire mû par une machine à vapeur. Son frère prend la direction de l'établissement à mouture de Mâcon. François monte alors son atelier dans cet établissement.
Il va s'intéresser ensuite à la navigation fluviale à vapeur. En 1824, les deux frères déposent un brevet pour un nouveau système de remorquage des bateaux utilisant la vapeur. En 1826, ils fondent à Lyon une compagnie de navigation sur la Saône entre la Mulatière et l'île Barbe en faisant des essais de touage à vapeur. La concurrence fit péricliter la compagnie.
Pour accroître ses connaissances, François Bourdon fait un grand parcours professionnel. Ainsi en 1827, il entre comme chef de l'atelier d'entretien des forges et de l'outillage chez Manby et Wilson au Creusot. Il y construit des forges à laminoir permettant la production des premiers rails français et y reste jusqu'en 1833. En 1834, il part aux États-Unis et entre chez Allaire & Co à New-York comme ouvrier, puis rapidement devient contremaître, dessinateur et accéde au grade d'ingénieur. Il voyage en Angleterre et revient en France.

### Schneider Frères etCie
Après la faillite de Manby et Wilson, en date du 1er janvier 1837, les frères Adolphe et Eugène Schneider achètent, avec Louis Boigues, maître des forges de Fourchambault, les forges du Creusot et fondent la société en commandite simple par actions Schneider Frères & Cie (Schneider et Cie au décès d'Adolphe en 1845). Immédiatement les Schneider souhaitent adjoindre aux ateliers métallurgiques des ateliers de construction mécaniques afin de valoriser leurs productions et pour cela font appel à François Bourbon.

### Directeur des ateliers de construction du Creusot
François Bourdon prend la direction des ateliers de constructions mécaniques et renouvelle complètement l'équipement en faisant appel à des machines anglaises. En 1839, les frères Schneider décident d'installer des ateliers de construction navale à Chalon-sur-Saône, (surnommés le Petit Creusot) et lui confie le projet et pour cela, en 1840, il va aux États-Unis d'où il ramène les plans d'un bateau inspiré de steamers naviguant sur le Mississippi et adapte ce type de bateau à la navigation sur la Saône et le Rhône. De là vont sortir, dès 1842, des remorqueurs capables de tirer plus de dix bateaux, soit le double des remorqueurs anglais. Le premier est le Griffon, puis de 1843 à 1848, sortent le Creusot, le Missouri, le Bourdon, la Ville d'Autun, l'Océan, la Méditerranée, etc. Cette période est endeuillée, en 1841, par l'explosion pendant les essais de la Citis qui avait été commandée à la Compagnie des forges et ateliers de Pont-sur-l'Ognon au cours desquels est tué son beau-père, Antoine-Henri Pognon, chef comptable du Creusot. Malgré cet accident, ce nouveau type de bateau à vapeur s'imposa.
François Bourdon contribue donc au dévellopement motorisé de la navigation sur la Saône et le Rhône. En 1847, Chalon-sur-Saône étant provisoirement le terminus de la ligne de chemin de fer de Paris-Lyon, ces bateaux permettent de gagner Lyon en douze heures. La continuité de la ligne de chemin de fer de Paris à Lyon sera établie en 1854, mais l'on peut continuer la navigation de Lyon jusqu'à Avignon, départ de la ligne de chemin de fer pour atteindre Marseille.
En 1838 le bateau à vapeur anglais Sirius traverse le premier l'Atlantique. Dès 1840, Schneider frères et Cie remporte un contrat pour quatre transatlantiques. On lui doit ainsi la construction des quatre premiers paquebots transatlantiques français réalisés entre 1842 et 1845 dont le Canada, le Mérovée et l'Oronte. Pour la Marine royale, ces ateliers construisirent 5 frégates capables de transporter 1 200 hommes de troupe.

### Invention du marteau-pilon
En 1838, François Bourdon a l'idée d'utiliser le piston d'une machine à vapeur en position verticale comme marteau à forger frappant verticalement à la manière du « mouton » des charpentiers, et qui reçut le nom de marteau-pilon. La mise au point de cette machine devait permettre de forger de très grosses pièces en acier pour locomotives ou bateaux à vapeur. Il en construit une en modèle-réduit.
En 1840, François Bourdon et Eugène Schneider sont en Angleterre où ils rencontrent à Manchester l'ingenieur anglais James Nasmyth. Ce dernier a eu la même idée et leur montre des croquis de la machine qu'il a imaginé. Schneider demande à Bourdon de construire un prototype. Son marteau-pilon permet de frapper avec un poids de 2,5 tonnes sur une hauteur de deux mètres. Il est breveté le 30 septembre 1841. C'est le premier conçu pour forger de grosses pièces d'acier, à une cadence de 200 à 500 coups par minute. Il permettait ainsi la fabrication de pièces trop importantes pour être forgées à la main, comme les roues de locomotive, les blindages de navire, les canons... Quand Nasmyth visite le Creusot, en 1842, il accusera Bourdon d'avoir copié son idée. Bourdon pourra démontrer son antériorité en montrant les plans du marteau-pilon qu'il avait transmis au ministère de la Marine avant son voyage en Angleterre. Le brevet du marteau-pilon est confirmé définitivement le 19 avril 1842. Il résultera de ce conflit de priorité que pour les auteurs anglo-saxons l'inventeur du marteau-pilon est James Nasmyth et mettent en doute l'honnêteté de François Bourdon et de Schneider. Il semble que la première demande par James Watt d'un brevet pour utiliser la vapeur pour mettre en mouvement des marteaux à forger date de 1774. En 1806, un brevet de marteau-pilon soulevé par la vapeur est pris par W. Derewell. François Bourdon est le premier à l'avoir réalisé. Cette invention va établir la supériorité de la société Schneider sur ses concurrents.
On lui doit encore la création d'un outillage complet appliqué à la construction des locomotives, et ces deux applications remarquables que sont le halage des navires sur cale inclinée, et le martelage du fer au moyen de la presse hydraulique.

### Carrière politique
Au lendemain de la révolution de 1848, Eugène Schneider renonce à se présenter aux législatives et laisse François Bourdon se présenter. Il est élu représentant de Saône-et-Loire à l'Assemblée constituante où il siège parmi les républicains modérés jusqu'au 25 mai 1849.

### Forges et chantiers de la Méditerranée
François Bourdon revient ensuite aux établissements Schneider du Creusot où il met au point des monte-charges à vapeur, des laminoirs à tablier élévateur, des machines soufflantes à grande vitesse, des appareils à air chaud par utilisation de flammes perdues. Mais en 1852, il quitte définitivement Schneider et Cie pour prendre la direction technique des "Forges et chantiers de la Méditerranée" à Marseille où il va continuer sa carrière d'inventeur : ponton à vapeur, portes flottantes pour le bassin de radoub du port Saint-Jean de Marseille, grues à vapeur pour les docks, dragues à vapeur et autres machines pour le percement du canal de Suez, marteau-pilon de 120 tonnes.
En avril 1860 il est victime d'une crise d'apoplexie suivie de paralysie partielle. Il meurt au moment où il faisait des essais d'un monte-charge hydraulique.

## Sources, bibliographie
- « François Bourdon », dans Adolphe Robert et Gaston Cougny, Dictionnaire des parlementaires français, Edgar Bourloton, 1889-1891 [détail de l’édition]
- Brochure De l'inventeur à l'entrepreneur, histoire de brevets, Musée des Arts et Métiers (Paris), 2008.
- Collectif, François Bourdon, ingénieur bourguignon, un mécanicien au temps de la vapeur, Académie François Bourdon, 1998
- Jean-Marc Combe, Bernard Escudié, Jacques Payen, Vapeurs sur le Rhône: Histoire scientifique et technique de la navigation à vapeur de Lyon à la mer, p. 137, Presses universitaires de Lyon, Lyon, 1991  (ISBN 2-7297-0400-0)
- Tristan de la Broise, Félix Torres, Schneider l'histoire en force, p. 32-35, Jean-Pierre de Monza, Paris, 1996  (ISBN 2-908071-31-2)
- Agnès d'Angio, Schneider et Cie et la naissance de l'ingénierie. Des pratiques internes à l'aventure internationale 1836-1949, p. 9, 17, 19, 23-25, 27, 41, 72, CNRS éditions, Paris, 2000  (ISBN 2-271-05826-0)